# Valère Frennet
Valère Frennet (* 1. Mai 1939 in Marbaix) ist ein ehemaliger belgischer Radrennfahrer und nationaler Meister im Radsport.

## Sportliche Laufbahn
1961 gewann er die nationale Meisterschaft im Sprint der Amateure sowie den nationalen Titel im Omnium. Ebenfalls 1961 gewann er den Großen Preis von Berlin. Danach wechselte er 1962 zunächst ins Lager der Unabhängigen und wurde dann Berufsfahrer. Er erhielt vom Radsportteam Pelforth–Sauvage–Lejeune einen Vertrag. Bei den Amateuren gewann er 1961 die Internationale Sprintermeisterschaft von Berlin auf der Bahn der Werner-Seelenbinder-Halle in Berlin vor Karl-Heinz Peter.
Bei den Profis gelang ihm der Titelgewinn nicht, er wurde 1966 und 1968 Vize-Meister hinter Jos De Bakker.